# Ricard Galícia Nobiols
Ricard Galícia Nobiols   (Barcelona, 23 de maig de 1897 - Barcelona, 8 de gener de 1959) fou un futbolista català de les dècades de 1910 i 1920.

## Trajectòria
Jugava a la posició de defensa esquerre. Fou jugador del FC Català, del FC Stadium i del CE Sants durant la dècada de 1910. El 1918 fitxà pel FC Barcelona, on jugà durant quatre temporades, formant un gran tàndem amb Francesc Coma. Va jugar 93 partits amb el club i guanyà dues copes d'Espanya (1920, 1922) i quatre campionats de Catalunya.
A començament de l'any 1920 jugà dos partits amb la selecció de Catalunya, enfront de la selecció de Biscaia.

## Palmarès
- Campionat de Catalunya de futbol:
  - 1918-19, 1919-20, 1920-21, 1921-22
- Copa espanyola:
  - 1920, 1922